# Avion Communal Cemetery
Avion Communal Cemetery is een begraafplaats gelegen in de Franse plaats Avion (Frankrijk) (Pas-de-Calais). De militaire graven worden onderhouden door de Commonwealth War Graves Commission.
De begraafplaats telt 7 geïdentificeerde Gemenebest graven uit de Tweede Wereldoorlog.